# 1,3-二甲基咪唑𬭩硝酸盐
1,3-二甲基咪唑𬭩硝酸盐是一种咪唑类离子液体，化学式为C5H9N3O3。它在室温为白色固体，在86 °C熔化为无色液体并开始挥发，194.2 °C放出气体。也有文献报道了它在氮气或氧气中，均在176 °C开始分解。它在分解过程中可能会引发热失控。